# Sport à Cuba
Au regard de la taille de sa population (un peu plus de 11 millions d’habitants) et du niveau de richesse du pays, Cuba excelle dans de nombreux sports. 

## Rôle du sport dans la politique cubaine
En 1961 est créé l’Institut national du sport, de l’éducation physique et des loisirs, afin d'encourager la pratique sportive, y compris pour les handicapés. « Le sport est un droit du peuple », lance Fidel Castro dans une formule restée célèbre, et représente « un intérêt primordial pour la nation ». Réservées avant 1959 à une élite issue des classes aisées, l’éducation physique et les disciplines sportives s’ouvrent désormais à toutes les catégories de la population, dont les pauvres, les Noirs et les femmes. Les rencontres sportives sont gratuitement accessibles pour les spectateurs en 1967.
Le sport professionnel, considéré comme un moyen « d’enrichir juste quelques-uns aux dépens du plus grand nombre » est interdit à Cuba depuis 1962. Les sportifs se voient appliquer un statut d’amateurs, auxquels l’État garantit un emploi en dehors des périodes d’entraînement et de concours. La mesure eut pour effet de provoquer la défection de nombreux sportifs renommés cubains, intéressés par les salaires proposés par les pays occidentaux aux sportifs professionnels. Ces défections n'affectent cependant pas significativement le sport cubain : la démocratisation de la pratique sportive permet à l'ile de compter sur de nombreux talent.

## Palmarès aux Jeux olympiques
Cuba obtient des résultats croissants dans le domaine sportif : alors que l'île n'avait obtenu aucune médaille d'or olympique entre 1906 et 1968, elle en remporte un grand nombre lors des compétitions suivantes, bien qu'ayant boycotté les JO de Los Angeles, en 1984, et ceux de Séoul en 1988 :
- 3 médailles d'or sur 8 médailles lors des Jeux olympiques d'été de 1972 à Munich (14ème rang des nations)[3] ;
- 6 médailles d'or sur 13 médailles lors des Jeux olympiques d'été de 1976 à Montréal (8ème rang des nations)[4] ;
- 8 médailles d'or sur 20 médailles lors des Jeux olympiques d'été de 1980 à Moscou (4ème rang des nations)[5] ;
- 14 médailles d'or sur 31 médailles lors des Jeux olympiques d'été de 1992 à Barcelone (5ème rang des nations)[6] ;
- 9 médailles d'or sur 25 médailles lors des Jeux olympiques d'été d'Atlanta en 1996 (8ème rang des nations)[7] ;
- 11 médailles d'or sur 29 médailles lors des Jeux olympiques d'été de Sydney en 2000 (9ème rang des nations)[8] ;
- 9 médailles d'or sur 27 médailles lors des Jeux olympiques d'été d’Athènes en 2004 (11ème rang des nations)[9] ;
- 2 médailles d'or sur 24 médailles lors des Jeux olympiques d'été de Pékin en 2008 (28ème rang des nations)[10] ;
- 5 médailles d'or sur 14 médailles lors des Jeux olympiques d'été de Londres en 2012 (16ème rang des nations)[11] ;
- 5 médailles d'or sur 11 médailles lors des Jeux olympiques d'été de Rio de Janeiro en 2016 (18ème rang des nations)[12] ;

Proportionnellement à sa population, Cuba est actuellement le pays du monde qui compte le plus de distinctions olympiques par habitant.

## Principaux sports populaires à Cuba

### Le baseball
Le baseball est considéré à Cuba comme le sport national. L'équipe nationale cubaine a obtenu dix-huit couronnes mondiales entre 1961 et 2005 et trois médailles d’or aux Jeux olympiques. En cinq participations aux Jeux olympiques entre 1992 et 2008, Cuba remporte des médailles d'or à trois reprises et deux fois l’argent. 
Aux États-Unis, les joueurs d’origine cubaine particulièrement nombreux au sein de la ligue professionnelle de la Major League Baseball. 
En mai 2021, l'équipe de Cuba de baseball se déplace aux États-Unis pour participer au qualificatif américain des équipes de baseball pour les Jeux olympiques de Tokyo. Dès son arrivée le joueur César Prieto fait défection pour quitter Cuba,. Puis à l'issue des compétitions et pour la première fois de son histoire l'équipe de Cuba n'est pas qualifiée pour participer aux jeux olympiques.

### L'athlétisme
L’athlétisme a permis à Cuba de briller sur la scène internationale avec des champions d’envergure tel que Javier Sotomayor, champion olympique en 1992 et recordman du monde du saut en hauteur (2,45 mètre), et Ana Fidelia Quirot, médaillée d’argent sur 800m aux Jeux olympiques de 1996.

### La boxe
La boxe, qui n’est pourtant pas le sport national à Cuba (privilège laissé au baseball), est le sport « étendard » du pays : les boxeurs internationaux, notamment français, continuent de venir s’y entraîner avec spécialistes érigés en maîtres, en dépit de la précarité des installations. 
De la première à Mexico en 1968 à la dernière à Rio en 2016, Cuba compte 73 médailles dans de boxe, dont 11 médailles pendant les Jeux de Sydney en 2000.  Les principaux représentants cubans sont Teofilo Stevenson, champion olympiques des poids lourds en 1972, 1976, 1980 et Felix Savon titré en 1992, 1996 et 2000.

### Basket-ball
Le basket-ball est un autre sport très populaire à Cuba. La Fédération cubaine de basket-ball existe depuis 1937, et l'équipe nationale masculine a remporté une médaille de bronze aux jeux olympiques d'été de 1972 à Munich

### Judo
Depuis 2014, Cuba organise un championnat du monde de judo dans sa capitale, le Tournoi Grand Prix de La Havane,,.
Plusieurs judokas cubains font partie des meilleurs au monde, comme Idalys Ortíz, Ivan Felipe Silva, Kaliema Antomarchi et Maylin Del Toro Carvajal.

### Volley-ball
L'équipe nationale de volley-ball masculine a été finaliste des championnats du monde en 1990 et 2010, et médaille de bronze aux jeux olympiques d'été de 1976 à Montréal.

### Football
A l'instar des États-Unis, le football est beaucoup moins populaire à Cuba que dans la plupart des autres pays d'Amérique. La meilleure performance de l’équipe nationale de Cuba est réalisée à la coupe du monde de 1938 (quart de finale). 
En 2016, à la suite du décès de Fidel Castro, le journal sportif français l'Équipe révèle qu'en 1993, celui-ci a proposé à l'entraîneur français Guy Roux, alors en vacances à Cuba, de travailler pour son gouvernement dans l'objectif de diffuser la pratique du football chez les jeunes Cubains et hausser leur niveau. Fidel Castro aurait justifié sa proposition par une préférence personnelle pour le football « soccer » (le plus pratiqué dans le monde), et sa contrariété de voir ce sport si peu répandu à Cuba contrairement au baseball et au football américain. Mais Guy Roux, déjà engagé avec l'AJ Auxerre décline sa proposition, trois avant de réaliser un doublé historique Coupe-Championnat avec le club bourguignon. 

## Sport et diplomatie
En raison du contexte de guerre froide et de relations tendues avec les États-Unis, Cuba boycotte les jeux olympiques de Los Angeles, en 1984, et Séoul (la Corée du Sud étant dirigée par un gouvernement pro-américain) en 1988.
En avril 2015, dans un contexte de rapprochement avec les États-Unis pendant le deuxième mandat de Barack Obama, la NBA à La Havane envoie une délégation de joueurs professionnels à La Havane.
En 2016, la visite de Barack Obama à La Havane, première d'un président des États-Unis en exercice en 88 ans, se conclut sur un match de baseball, démontrant la puissance de ce sport dans la diplomatie américaine et cubaine.